# Stryphnaula
Stryphnaula é um gênero de mariposa pertencente à família Acrolepiidae.